# Ary van Leeuwen
Ary van Leeuwen (Arnhem, 25 maggio 1875 – Los Angeles, 1953) è stato un flautista olandese.

## Biografia
Allievo ad Amsterdam di Albert Fiasella e di Karl Joachim Andersen fu invitato da Gustav Mahler alla Wiener Philharmoniker - passando come da prassi prima alla Wiener Staatsoper e all'Accademia di Musica - dal 1903 al 1920 passando prima dall'orchestra di Leyda, dalla Chicago Symphony Orchestra (1897-1901) e dall'Orchestra di Philadelphia (1901-1902). Dal 1924 si trasterì negli Stati Uniti dove rimase fino al 1938 nella Cincinnati Symphony Orchestra e dal 1939 come docente all'University of Southern California.

## Attività musicale
L'influenza di Ary van Leeuwen per la diffusione del flauto Boehm in Austria fu determinante: fu lui, insieme ad altri due flautisti olandesi attivi a Vienna, che determinò il superamento della casa costruttrice viennese 'Ziegler' mettendo in evidenza la versatilità del flauto d'argento sistema Boehm. Van Leeuwen è anche famoso per aver curato, non senza eccessi, la prima edizione della sonata in Si bem. di Beethoven. Il suo cavallo di battaglia era 'La flute de Pan' di Joules Moquet. Il suo più famoso allievo fu Friedrich Schonfeld, già primo flauto della Wiener Symphoniker.